# Persia (Nueva York)
Persia es un pueblo ubicado en el condado de Cattaraugus en el estado estadounidense de Nueva York. En el año 2000 tenía una población de 2.512 habitantes y una densidad poblacional de 46.3 personas por km².

## Geografía
Persia se encuentra ubicado en las coordenadas 42°26′5″N 78°56′33″O / 42.43472, -78.94250.

## Demografía
Según la Oficina del Censo en 2000 los ingresos medios por hogar en la localidad eran de $33,675, y los ingresos medios por familia eran $39,650. Los hombres tenían unos ingresos medios de $29,838 frente a los $26,304 para las mujeres. La renta per cápita para la localidad era de $15,590. Alrededor del 13.1% de la población estaban por debajo del umbral de pobreza.